# Грищук Вадим Григорович
 Вадим Григорович Грищук — молодший сержант Збройних сил України.
В ході боїв важко поранений, лікується у Головному військовому клінічному госпіталі.

## Нагороди
20 червня 2014 року — за особисту мужність і героїзм, виявлені у захисті державного суверенітету та територіальної цілісності України, вірність військовій присязі під час російсько-української війни, відзначений — нагороджений орденом «За мужність» III ступеня. Нагороду отримав в госпіталі з рук Президента України.